# Itoigawa

Itoigawa (糸魚川市 Itoigawa-shi?) este un municipiu din Japonia, prefectura Niigata.